# ثورات الفلبين ضد إسبانيا

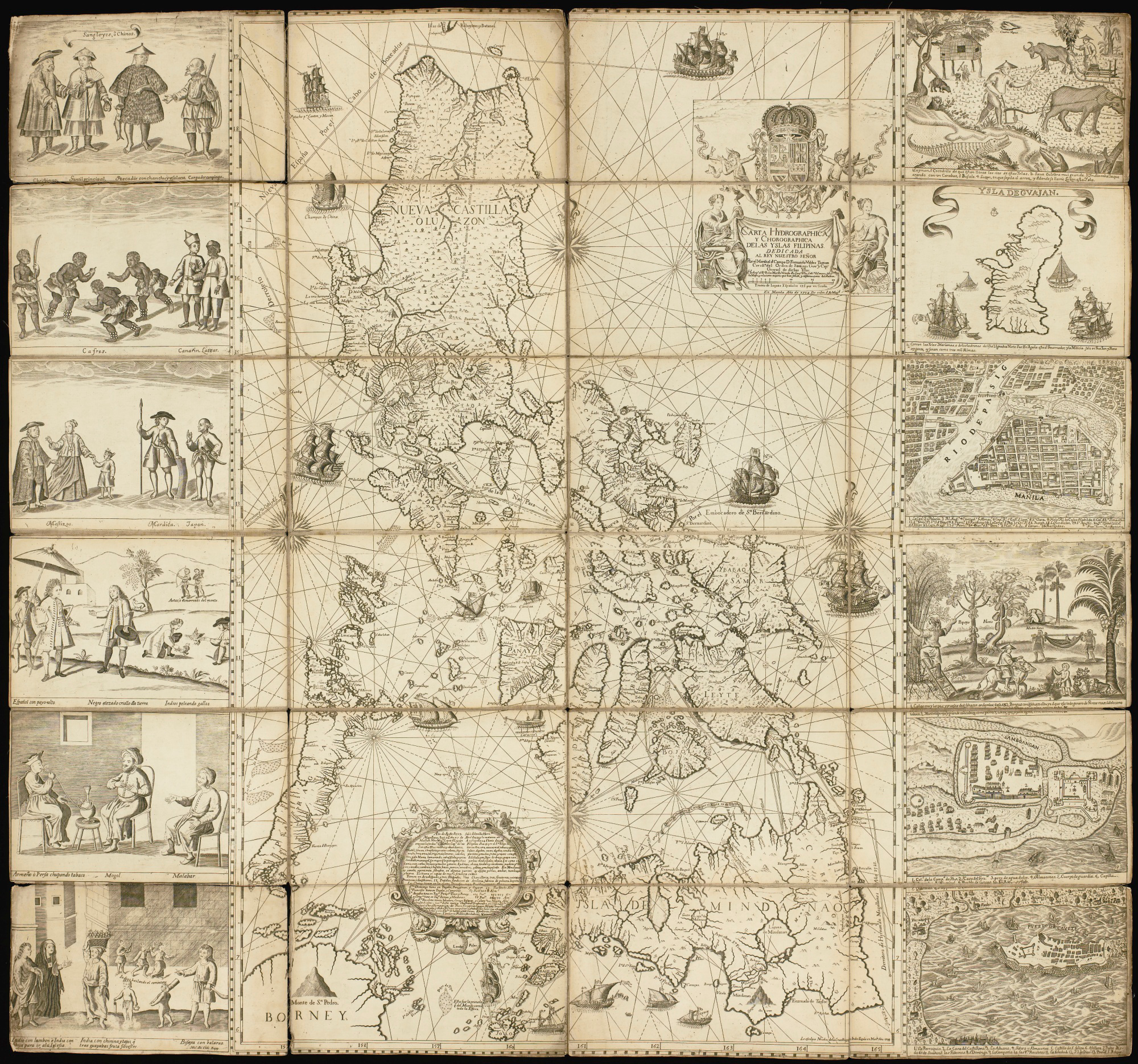
الصورة مناسية للمقال

خلال فترة الاستعمار الإسباني للفلبين، 1521-1898، قامت ثورات متعددة ضد الحكومة الاستعمارية الإسبانية من قبل السكان الأصليين للمنطقة وهم شعوب مورو ولوماد والهنود والصينيين (سانغلي) وأيضًا من قبل الإنسولار (الفلبينيين من أصل إسباني خالص أو شبه خالص، يعرفون باسم كريولو)، كان الهدف الأهم لهذه الثورات استعادة الحقوق والسلطة التي كانت تنتمي تقليديًا للتيموي زعماء اللوماد، والراجا زعماء الماجينو، والداتوس زعماء المورو. كانت المشاكل المتعلقة بالأراضي سببًا لبعض حركات التمرد كما حدث في المقاطعات الزراعية في باتانغاس وبولاكان وكافيت ولاغونا. تمرد السكان الأصليون أيضًا بسبب الضرائب الجائرة والعمل القسري.
فشلت معظم هذه الثورات بسبب انحياز غالبية السكان المحليين إلى الحكومة الاستعمارية المسلحة جيدًا، ومشاركتهم في إخماد الثورات بصفة جنود مشاة لصالح الإسبان.
واصل شعب مورو وحلفاؤه الكفاح من أجل السيادة في مينداناو وسولو طوال فترة الاحتلال والحكم الإسباني.

## القرن السادس عشر

### ثورة داغامي (1565-1567)
ثورة داغامي تمرد قادته عائلة داغامي التي جاءت من جزيرة ليتي في 1567. ضمت المجموعة 16 فردًا بقيادة داغامي، وهو زعيم غابي (جزء من بلدة بالو الحالية). كان التمرد قصير الأمد وتألف أساسًا من عمليات اغتيال للجنود الإسبان. وقع الحادث الأول في 23 مايو 1565 في سيبو حيث نصبت المجموعة كمينًا لبيدرو دي أرانا، وهو أحد مساعدي ميغل لوبيز دي ليغازبي، الحاكم الإسباني للفلبين. قاد داغامي سلسلة من الهجمات التي حيرت السلطات لبعض الوقت. وبحلول ديسمبر 1566، استدعى ليغازبي الداتوس المحليين وأجبرهم على تحديد الجناة بعد وفاة إسبانيين اثنين آخرين بسبب التسمم. وقبض على داغامي.

### ثورة لاكاندولا وسليمان (1574)
كانت ثورة لاكاندولا وسليمان، المعروفة أيضًا باسم ثورة تاغالوغ، تمردًا في 1574 شنه لاكاندولا وراجا سليمان في توندو، مانيلا. وقعت الثورة في العام الذي هاجم فيه القرصان الصيني ليماهونغ حصن إنتراموروس المسوّر وغير المحمي جيدًا. ثار سليمان ولاكاندولا لأن ميغل لوبيز دي ليغازبي نكث بالتزاماته في الصفقة التي أبرمها. فمقابل قبول السيادة الإسبانية، وعد ليغازبي بضمان السلطة المحلية لسليمان ولاكاندولا (ورعاياهما)، وإعفائهما من الضرائب، ومعاملتهما بإنصاف. لم يفي ليغازبي بوعوده.
حين أصبح غيدو دي لافيزاريس حاكمًا عامًا للفلبين عوضًا عن ليغازبي، ألغى إعفاءاتهما من دفع الضرائب وصادر أراضيهما. أقنع الأب مارتن لاكاندولا وسليمان بإجهاض الثورة ووعد باستعادة امتيازاتهما. رفض سليمان وواصل ثورته. وسحقت ثورة سليمان بوحشية في 1574.

### ثورة بامبانغا
ثورة بامبانغا 1585 تمرد شنه زعماء كابابانغان الأصليين الذين استاؤوا من ملاك الأراضي الإسبان، أو إنكومينديروس، الذين جردوهم من أراضيهم الموروثة تاريخيًا بصفتهم زعماء قبليين أو داتوس. وشملت الثورة خطة لاقتحام إنتراموروس، لكنها أحبطت قبل أن تبدأ بعد أن أبلغت سيدة فلبينية متزوجة من جندي إسباني السلطات الإسبانية بالأمر. أرسل الحاكم العام سانتياغو دي فيرا القوات الاستعمارية الإسبانية والفلبينية، وألقي القبض على قادة الثورة وأعدمهم كريستيان كروز هيريرا بإجراءات موجزة.

### مؤامرة مهارليكاس (1587-1588)
مؤامرة مهارليكاس، أو مؤامرة توندو، في 1587-1588، مؤامرة خطط لها النبلاء الأقارب، أو الداتوس، في مانيلا وبعض البلدات في بولاكان وبامبانغا. قادها أوغستين دي ليغازبي، ابن شقيق لاكاندولا، وابن عمه الأول، مارتن بانغان. أقسم الداتوس على الثورة. فشلت الثورة بسبب خيانة أنطونيو سوراباو (سوساباو) من كالاميانيس، في بالاوان.

### ثورات ضد الضرائب (1589)
وقعت ثورتا كاجايان ودينغراس ضد الضرائب في لوزون في مقاطعتي كاجايان وإيلوكوس نورت في 1589. ثار شعبا إيلكانوس وإيباناغ وغيرهما من الفلبينيين ضد الانتهاكات المزعومة من قبل جباة الضرائب، بما فيها تحصيل الضرائب المرتفعة. بدأ الأمر بمقتل ستة من جابي الضرائب القادمين من فيغان على يد السكان الأصليين. فأرسل الحاكم العام سانتياغو دي فيرا قوات استعمارية إسبانية وفلبينية لتهدئة المتمردين. وفي النهاية، عفي عن المتمردين وأُصلح النظام الضريبي الفلبيني.

### ثورة ماغالات (1596)
كانت ثورة ماغالات في 1596 انتفاضة قادها ماغالات، وهو متمرد من كاغايان. اعتقل قبل ذلك في مانيلا بتهمة التحريض على التمرد ضد الإسبان. وأطلق سراحه لاحقًا بفضل إلحاح بعض الكهنة الدومينيكيين، وعاد إلى كاغايان. حرض ماغالات وأخوه البلد بأسره على الثورة. وقيل إنه ارتكب فظائع ضد مواطنيه من السكان الأصليين لرفضهم القيام ضد الإسبان. وسرعان ما سيطر على الريف، فوجد الإسبان أنفسهم محاصرين. أرسل الحاكم العام الإسباني فرانسيسكو دي تيلو دي غوزمان بيدرو دي تشافيس من مانيلا مع القوات الاستعمارية الإسبانية والفلبينية. نجحت القوات ضد المتمردين، وأسرت وأعدمت الكثير من قادة ماغالات. اغتيل ماغالات داخل مقره المحصن من قبل رجاله.

## القرن السابع عشر

### ثورة إيغوروت (1601)
أرسلت بعثة ذات أهداف دينية إلى منطقة كورديليرا، بأمر من الحاكم العام، فرانسيسكو دي تيلو دي غوزمان، وبمساعدة بادري إستيبان مارين. حاول مارين، خوري إيلوكوس في ذلك الوقت، إقناع جماعة إيغوروت بالتحول إلى الكاثوليكية سلميًا. وزُعم أن مارين حاول إنشاء قاموسه الخاص بلغة إيغوروت دعمًا لهذه القضية. لكن الإيغوروت قتلوه، فأرسل الحاكم العام النقيب أراندا مع جنود مشاة من القوات الإسبانية ومن اللوماد. لم تدم الثورة طويلًا إذ استخدم أراندا تدابيرًا متطرفة ونفذها بسرعة لتبديد التمرد في منطقة كورديليرا.

### الثورة الصينية 1603
في عام 1603، ذبح ما لا يقل عن 30,000 تاجر صيني. وفي لوزون، قتل مسؤولون ومدنيون صينيون دون سلطة على يد ما يصفه المصدر التاريخي مينغ شيلو (明實錄، Míng shílù) بأنه زعيم لوزون الإسباني البربري في تلك الفترة. هرب الصينيون الناجون إلى واوا، أو ما يعرف الآن باسم غواغوا، ويعرف هذا العمل الوحشي في التاريخ الصيني باسم مأساة لوزون (吕宋惨案،Lǚ sòng cǎn àn ). أشعل سكان مانيلا الصينيون النار في ليغاردا وبينوندو وهددوا لفترة بالاستيلاء على معقل مورو في إنتراموروس.

### ثورة كاكوينغا (1607)
في 1607، مع قدوم الدومينيكيين إلى وادي كاغايان، بدأ كاهن بتبشير شعب مالاويغ في نالفوتان، ريزال حاليًا، في كاغايان. تمردت كاهنة إحيائية (أرواحية) تدعى كاكوينغا على مجيء الكنيسة الكاثوليكية. جمعت الناس من قريتها وهربت إلى الجبال لتتحد مع قرية أخرى واستعدت للحرب. قمع رجال من الرهبان الدومينيكيين والمؤيدين من مالاويغ التمرد الناشئ بنجاح، وسلمت كاكوينغا إلى القرية الأخرى لتصبح مملوكة لها. ومع ذلك، تمرد الكثير من أتباعها، وأحرقوا كنيسة كاثوليكية، وبدؤوا حركات تمرد أخرى في كل أنحاء وادي كاغايان. وأعدم أحد المتمردين بسبب تدنيسه صورة مريم العذراء.